# Sechstagerennen von Münster
Das Sechstagerennen von Münster war eine Bahnradsportveranstaltung in der deutschen Stadt Münster, die von 1950 bis 1988 mit wenigen Ausnahmen jährlich mit insgesamt 33 Austragungen stattfand.

## Geschichte
Das Rennen fand in der Halle Münsterland auf dem Münsteraner Messegelände statt. Die erste Bahn von 1926 hatte eine Länge von 160 Metern und war 5,5 Meter breit. Die Radrennbahn war von Clemens Schürmann konstruiert worden. Sie bestand in den Jahren von 1926 bis 1939. Dort wurden jedoch noch keine Sechstagerennen ausgetragen. Die bekanntesten damaligen Rennen waren der jährliche Weihnachtspreis und Die Nacht von Münster, zwei Zweier-Mannschaftsfahren. Im Zweiten Weltkrieg wurde die Bahn durch einen Bombenangriff zerstört.
1949 konstruierte Schürmann eine neue Bahn mit einer Länge von 153,8 Metern und einer Kurvenüberhöhung von 56 Grad. Diese Bahn war 5,9 Meter breit. Sie wurde jeweils für das Sechstagerennen eingebaut. Der Innenraum konnte durch einen Tunnel erreicht werden. Erster Veranstalter war Clemens Schürmann. Später übernahm der ehemalige Radrennfahrer Paul Buschenhagen diese Funktion. Zum ersten Rennen nach dem Zweiten Weltkrieg starteten dreizehn Mannschaften.

## Palmarès
| Jahr      | Sieger                                |
| --------- | ------------------------------------- |
| 1950 (1)  | Gustav Kilian – Jean Roth             |
| 1951 (1)  | Ferdinando Terruzzi – Severino Rigoni |
| 1951 (2)  | Ferdinando Terruzzi – Severino Rigoni |
| 1952      | Jean Roth – Walter Bucher             |
| 1953      | Jean Roth – Walter Bucher             |
| 1954      | Hans Preiskeit – Ludwig Hörmann       |
| 1955      | Gerrit Schulte – Gerard Peters        |
| 1956      | Edi Gieseler – Manfred Donicke        |
| 1957      | Jean Roth – Armin von Büren           |
| 1958      | Jean Roth – Fritz Pfenninger          |
| 1959      | Peter Post – Lucien Gillen            |
| 1960      | Hennes Junkermann – Fritz Pfenninger  |
| 1961      | nicht ausgetragen                     |
| 1962      | Rudi Altig – Hennes Junkermann        |
| 1963      | Freddy Eugen – Palle Lykke            |
| 1964      | Dieter Kemper – Horst Oldenburg       |
| 1965      | Freddy Eugen – Palle Lykke            |
| 1966      | Dieter Kemper – Horst Oldenburg       |
| 1967      | Patrick Sercu – Klaus Bugdahl         |
| 1968      | Rudi Altig – Klaus Bugdahl            |
| 1969      | Wolfgang Schulze – Horst Oldenburg    |
| 1970      | Alain Van Lancker – Klaus Bugdahl     |
| 1971      | Dieter Kemper – Klaus Bugdahl         |
| 1972      | Albert Fritz – Wilfried Peffgen       |
| 1973      | Albert Fritz – Wilfried Peffgen       |
| 1974      | Wolfgang Schulze – Jürgen Tschan      |
| 1975      | René Pijnen – Günter Haritz           |
| 1976      | René Pijnen – Günter Haritz           |
| 1977      | Danny Clark – Donald Allan            |
| 1978      | Albert Fritz – Wilfried Peffgen       |
| 1979      | Albert Fritz – Wilfried Peffgen       |
| 1980      | Danny Clark – Donald Allan            |
| 1981      | René Pijnen – Gert Frank              |
| 1982–1986 | nicht ausgetragen                     |
| 1987      | Josef Kristen – Roman Hermann         |
| 1988      | Danny Clark – Tony Doyle              |